# Christian Noël
Christian Noël (n. 13 martie 1945, Agen, Aquitaine, Franța) este un scrimer francez, medaliat olimpic. A participat la 4 ediții ale Jocurilor Olimpice (1964, 1968, 1972, 1976) în care a câștigat o medalie de aur și 3 medalii de bronz.